# Franco Malerba
Franco Egidio Malerba (Gênova, 10 de outubro de 1946) foi o primeiro astronauta italiano no espaço.
Malerba doutorou-se em 1970 pela Universidade de Gênova em engenharia eletrónica, com uma especialização em telecomunicações, e novamente em 1976 pela mesma universidade em física, com uma especialização em biofísica. É sócio fundador da Sociedade Espacial Italiana.
Em 1978, foi selecionado pela Agência Espacial Europeia (ESA) como um dos especialistas de missão para o primeiro laboratório espacial europeu em órbita, o Spacelab. Em 1989, Malerba foi indicado para treinamento no Centro Espacial Lyndon Johnson, em Houston, indo ao espaço em 31 de julho de 1992 a bordo da nave Atlantis, na missão STS-46 do ônibus espacial.
Depois de uma eleição para deputado no Parlamento Europeu em 1994 pelo Forza Italia, atualmente Franco Malerba está envolvido nas atividades do futuro programa espacial tripulado da Agência Espacial Italiana.